# Dichocrocis fuscoalbalis
Dichocrocis fuscoalbalis là một loài bướm đêm trong họ Crambidae.